# Steinkreuz bei Roßhaupten

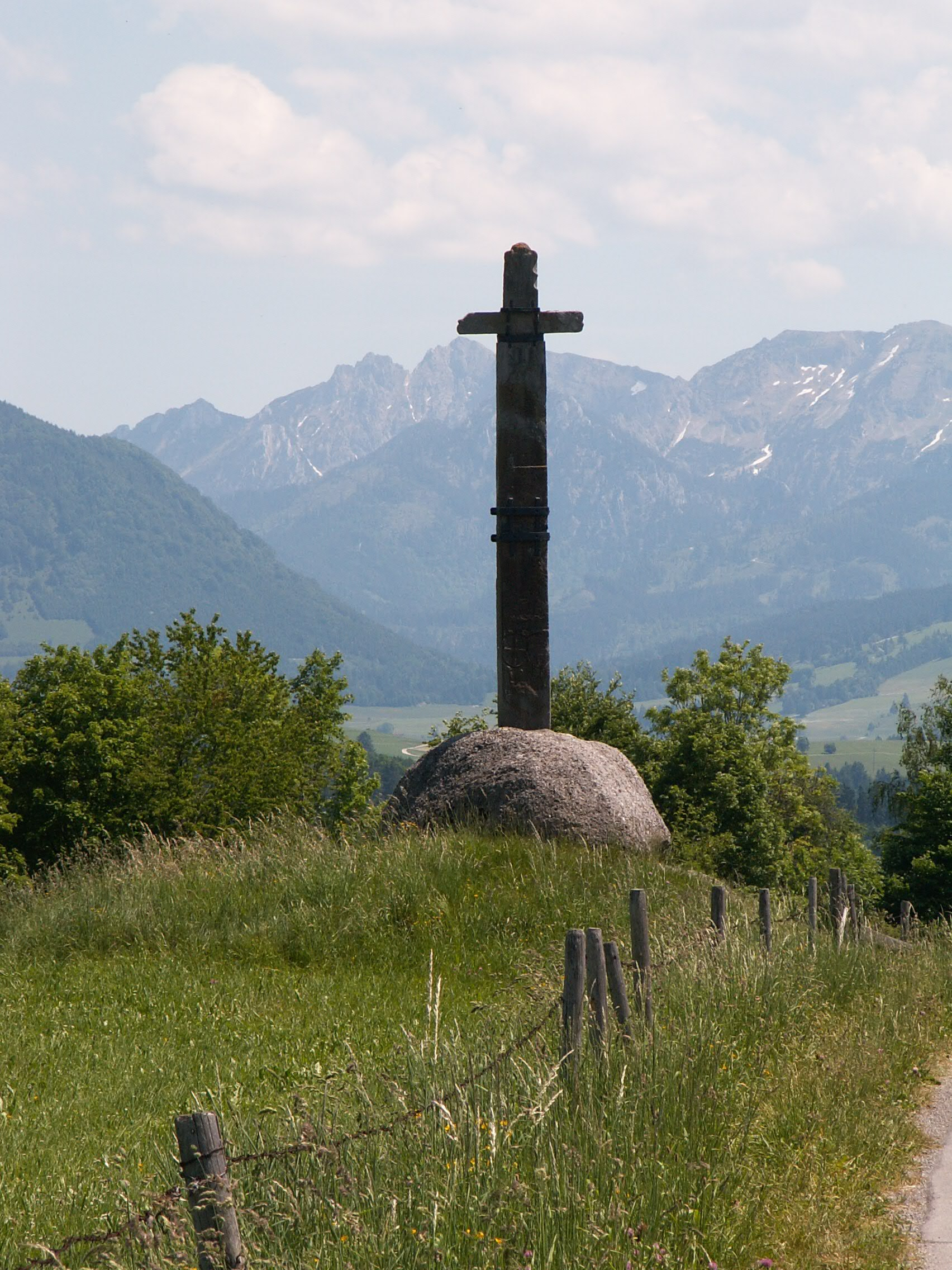
Steinkreuz bei Roßhaupten

Das Steinkreuz bei Roßhaupten, nach dem Namen des Stifters auch Römerkreuz genannt, ist ein Flurkreuz in der bayerisch-schwäbischen Gemeinde Roßhaupten. Das hohe, steinerne Kreuz stammt aus dem 17. Jahrhundert und steht auf einem Findling.

## Lage
Das Kreuz steht in exponierter Lage mit Blick auf die Ammergauer Alpen südöstlich des Dorfes Roßhaupten, in knapp einem Kilometer Entfernung von der Pfarrkirche, an der Füssener Straße. Die Straße führt dort hinunter in Richtung des Tiefentals und mündet kurz nach dem Steinkreuz in die Bundesstraße 16, verlief aber ehemals weiter durch das Gebiet, das heute vom Forggensee überflutet ist.

## Geschichte
Das Kreuz wurde um das Jahr 1630 von Wolff Simon von Römersthal und seiner Frau Anna Maria von Welden gestiftet. Römersthal war Pfleger des Augsburger Bischofs Heinrich V. in Füssen. Die Errichtung war in etwa zur selben Zeit wie der Neubau der Pfarrkirche St. Andreas in Roßhaupten. Nach mündlicher Überlieferung war der Anlass die Geburt eines Kindes, es kann aber auch ein Zusammenhang mit überstandenen Gefahren des Dreißigjährigen Kriegs und der Pest in Füssen 1630 vermutet werden.
Heute ist das Steinkreuz als Baudenkmal in die Bayerische Denkmalliste eingetragen. Der Findling ist als Naturdenkmal ausgewiesen.

## Beschreibung
Das Kreuz ist in seiner Größe und Ausführung einzigartig. Es ist ein circa vier Meter hohes Langkreuz, das auf einem großen Findling aus Nagelfluh steht. Es besteht aus zwei Teilen und einem hohen, kurzen Querbalken aus Sandstein, die von Eisenklammern zusammengehalten werden. Die Inschriften an den Seiten sind als die Initialen der Stifter WSVR und AMVW überliefert, sind aber nur noch teilweise leserlich. Mehrere Wappenreliefs, eines davon mit einem Kreuz, sind kaum noch erkennbar, es sind wohl die Familienwappen der Stifter.

## Sagen
Einer Sage nach wurde der Stein, auf dem das Kreuz steht, vom Teufel aus dem Berg Säuling gebrochen, weil ihn der Bau der Pfarrkirche in Roßhaupten so wütend machte, dass er einen Stein auf sie werfen wollte. Als aber das Aveglöckchen des bereits fertiggestellten Kirchturms zu läuten begann, musste er den Stein an der Stelle fallen lassen, wo er heute liegt. Nach einer anderen Sage würde der Stein, wenn man ihn nach Osten rollte, auf die ehemalige Kapelle St. Mang im Tiefental treffen (ihr Standort ist heute vom Forggensee überflutet), worauf nach sieben Wochen, sieben Tagen und sieben Stunden die Welt untergehen werde.
Die Ursprünge der Sagen könnten zum einen, wie auch die Legende vom Drachenkampf des hl. Magnus bei Roßhaupten, auf eine vorgeschichtliche Nutzung als keltischer Opferplatz und Konflikte bei der Christianisierung im 8. Jahrhundert zurückgehen, zum anderen auf den vor- und frühgeschichtlichen Eisenerzbergbau am Säuling. Ein geologischer Zusammenhang des Findlings mit den am Säuling vorherrschenden Gesteinsarten besteht nicht.